# فهرست جانداران دارای پرده بکارت
به‌جز انسان، فقط این جانوران دارای پرده بکارت هستند.
- خفاش
- گربه
- شامپانزه[۲]
- سگ
- فیل[۳]
- لاما (نوعی شتر بی‌کوهان)[۴]
- طوطی‌کاکلی
- خوکچه هندی[۵]
- شب‌دوست[۶]
- خوک دریایی[۷]
- اسب
- میمون پوزه‌دار
- گاو دریایی[۸]
- موش کور[۹]
- موش صحرایی[۱۰]
- وال نیش‌دار
- چینچیلا
- نوک‌اردکی
- نهنگ دندان‌دار[۱۱]
- آلپاکا (نوع شتر بی‌کوهان)
- حلزون
- گوزن شمالی
- مار زنگی
- زنبور
- خر
- گاو

## منبع
- Blank, Hanne (5 Mar 2007). Virgin: the untouched history (به انگلیسی). New York: Bloomsbury. pp. ۲۹۸.